# Weilrode
Weilrode ist ein Ortsteil der Landgemeinde Sonnenstein im Landkreis Eichsfeld in Thüringen und eines der wenigen Dörfer im Landkreis Eichsfeld, die nicht zum historischen Eichsfeld gezählt werden.

## Lage
Weilrode liegt im äußersten Nordosten des Landkreises Eichsfeld, unmittelbar an der Landesgrenze zu Niedersachsen. Über die Kreisstraße 205 ist der Ort mit dem benachbarten Bockelnhagen verbunden. Weilrode liegt im engen Tal der Weilroder Eller in der waldreichen Landschaft des Silkeroder Hügellandes, das bereits zum Südharz gerechnet wird. Südlich des Ortes befinden sich die Quellen der Helme, östlich die der Sete. In nördlicher Richtung liegen Bad Lauterberg und der Harz, im Südwesten schließt das Eichsfeld an.

## Geschichte
Am 21. September 1209 wurde ein Hans Wilroth erstmals urkundlich erwähnt. Später finden sich 1224 Hugo de Wilrode und 1229 Theodericus de Wilrode. Ob diese Personen Einwohner des Ortes waren, lässt sich nicht mit Sicherheit feststellen, doch verweisen ihre Namen auf die Siedlung. Im Jahre 1495 gehörte die Kirchengemeinde zum Archidiakonat Jechaburg im Bereich des Sedes Bleicherode. 1505 wurde eine Kapelle in Whelroda zu Ehren des Heiligen Christopherus erwähnt. Ende des 16. Jahrhunderts wird der Ort als wüst und öd beschrieben. 1593 erbaute Hans von Minningerode ein Vorwerk in Weilrode und es siedelten sich wieder Landarbeiter mit ihren Familien an. Dazu kamen in späterer Zeit auch zwei Glashütten.
Weilrode gehörte bis 1816 Gerichtsbezirk Allerburg, danach wurde es 1816 dem neu gebildeten preußischen Landkreis Worbis zugeordnet. 1841 wird Weilrode als „Colonie“ bezeichnet, es befanden sich zwei Vorwerke, zugehörig zur Pfarrei Bockelnhagen, am Ort. 1853 gehörten 2009 Morgen Land den Angehörigen der Adelsfamilien und nur 47 Morgen den 26 Familien mit 143 Personen. Aufgrund der DDR-Grenzsicherungsmaßnahmen wurden zwischen 1952 und 1989 zahlreiche Höfe durch Wegzug und Zwangsaussiedlung aufgegeben und abgerissen.

## Adelsgeschlecht von Weilrode

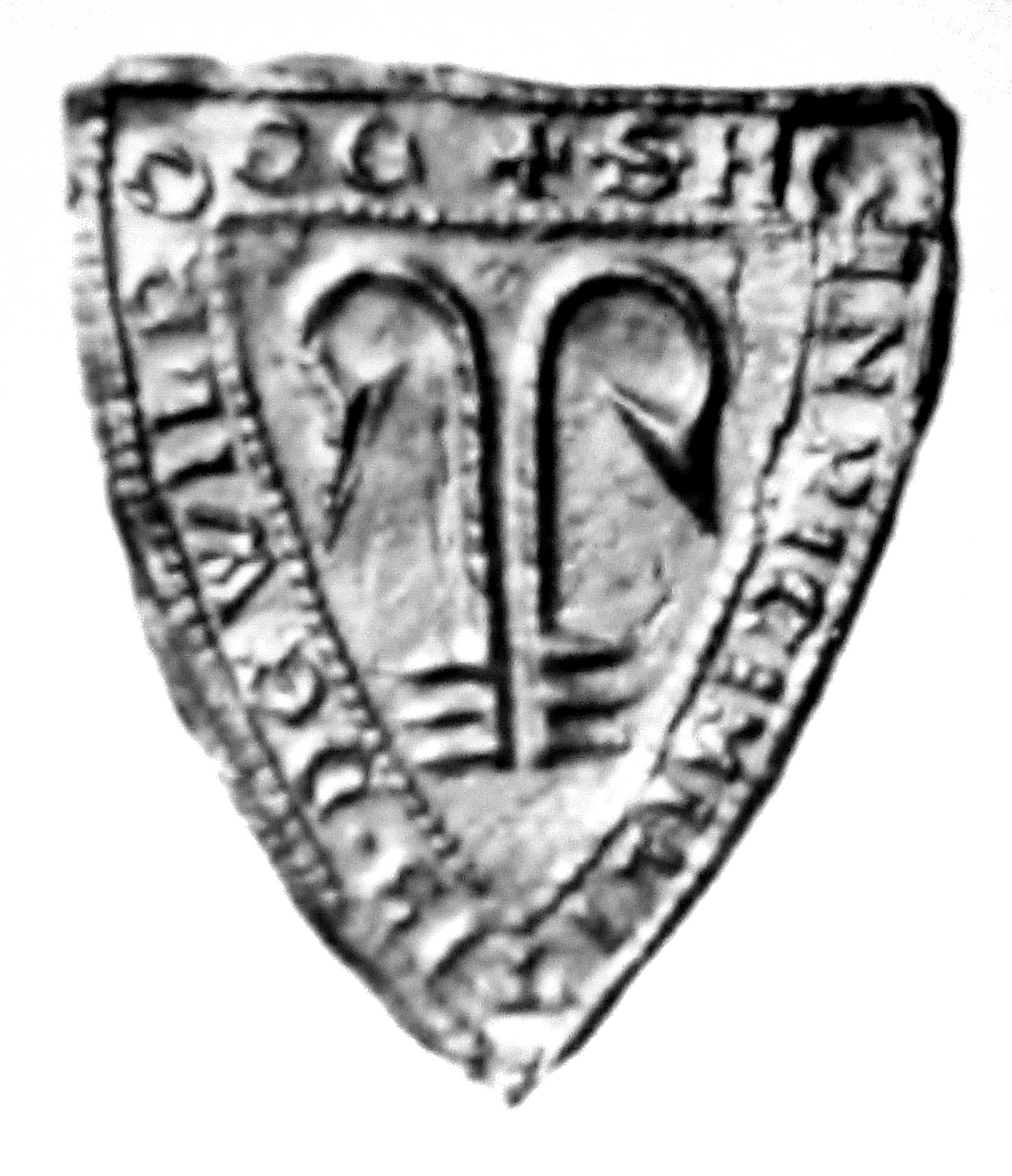
Das Siegel des Ritters Heinrich von Weilrode (1298)

Im 13. Jahrhundert wurden zahlreiche Angehörige des Adelsgeschlechts von Weilrode genannt, sie traten als Zeugen in Urkunden der Grafen von Klettenberg, Lutterberg und Hohnstein auf, unter anderem Hans Wilroth (1209), Hugo de Wilrode (1221), Theodericus Wilrode (1229). Dabei ging es um Zuwendungen für das Kloster Walkenried. In der folgenden Zeit werden weitere Vertreter der Familie genannt, inwieweit sie in Weilrode sesshaft waren, lässt sich aber nicht eindeutig belegen:
- Thidericus de Welrode als Abt im Kloster Ilfeld
- Heynricus de Welerode Ritter in Klettenberg
- Hugo fretres des Wylrode
- Hermanus de Wilrode Archidiakon in Kaldenborn im Mansfelder Land
- Brüder Henricus und Hugo de Welrod, Ritter

Ab dem 16. Jahrhundert scheinen sie nicht mehr in Weilrode gewohnt zu haben. Vermutlich sind sie in benachbarte Städte abgewandert, in Nordhäuser Urkunden werden sie dann als Patrizier genannt, waren also Bürger dieser Stadt. Mit dem Verschwinden der Adelsfamilie in Weilrode erscheinen die Herren von Minnigerode als Besitzer von Land und Forst.